# Mount Martha
Mount Martha är en del av en befolkad plats i Australien. Den ligger i kommunen Mornington Peninsula och delstaten Victoria, omkring 51 kilometer söder om delstatshuvudstaden Melbourne.
Runt Mount Martha är det ganska tätbefolkat, med 124 invånare per kvadratkilometer.. Närmaste större samhälle är Frankston East, omkring 18 kilometer nordost om Mount Martha. 
Trakten runt Mount Martha består till största delen av jordbruksmark. Genomsnittlig årsnederbörd är 1 251 millimeter. Den regnigaste månaden är maj, med i genomsnitt 154 mm nederbörd, och den torraste är januari, med 51 mm nederbörd.